# ميفي
ميفي أو ناينتشه (بالهولندية: Nijntje) هي أرنبة صغيرة في سلسلة الكتب المصورة التي رسمها وكتبها الرسام الهولندي ديك برونا. والاسم الأصلي الهولندي ناينتشه هو اختصار لكلمة Konijntje وتعني الأرنب الصغير.
وأول كتاب صدر لميفي كان عام 1955م ثم تبعها ثلاثين كتاباً بعدها. وقد بيعت منها حوالي 85 مليون نسخة. وتم تحويلها لمسلسين تلفزيونين وطبعت على الملابس واللعب. كما صدر فيلم كارتون لها بعنوان ميفي ذا موفي Miffy the movie uhl 2012.

## تاريخ

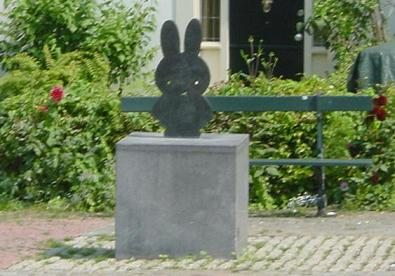
تمثال ناينتشه في ميدان ناينتشه الصغير، أوترخت، هولندا